# Ibos
Os ibos ou igbos (em ibo: Ṇ́dị́ Ìgbò), são um grupo étnico da Nigéria. Eles habitam principalmente os estados nigerianos de Abia, Anambra, Ebonyi, Enegu e Imo, além de regiões de Camarões e Guiné Equatorial, e falam a língua ibo. Os ibos são um dos maiores grupos étnicos de Africa.
Foram um dos povos mais atingidos pelo comércio transatlântico de escravos. Durante a Guerra Civil da Nigéria, os ibos fundaram seu próprio pais, a República do Biafra, que durou até 1970. Também existem populações significativas nos Estados Unidos e em Trindade e Tobago.